# Phalonidia parvana
Phalonidia parvana es una especie de polilla del género Phalonidia, categorizada en la tribu Cochylini, de la subfamilia Tortricinae. Fue descrita por Kawabe en 1980.
Fue publicada en Tinea 11: 29. Se distribuye por Asia: Japón, en isla de Honshu, en la prefectura de Yamanashi.